# Valerie Miles
Valerie Miles (Nueva York, 1963) es una editora estadounidense, escritora, profesora, investigadora de la obra del escritor Roberto Bolaño y cofundadora de la revista Granta en español. En 2013 la Fundación El Libro en la Argentina la eligió como una de «los profesionales más influyentes» en el mundo del libro.

## Trayectoria editorial
Fue directora editorial de Emecé en España a principios de siglo, y en ella publicó o relanzó la obra de John Cheever, Richard Yates, Yasunari Kawabata, Silvina Ocampo, Edgardo Cozarinsky, Lydia Davis, Monica Ali y Eliot Weinberger, entre otros. Posteriormente, como subdirectora de Alfaguara publicó a narradores como John Banville, Joyce Carol Oates, Ngũgĩ wa Thiong'o, James Lasdun y Gary Shteyngart. En 2008 fue directora editorial fundadora de Duomo Ediciones. En esa casa publicó la obra de jóvenes escritores hispanoamericanos como Carlos Yushimito, Oliverio Coelho, Lucía Puenzo y Rodrigo Hasbún, además de la obra de David Mitchell, William Boyd, Azar Nafisi, Aleksandar Hemon, Lila Azam Zanganeh, Jayne Anne Phillips, Sebastià Jovani, y la coedición en español de la colección de clásicos de The New York Review of Books.

### Granta en español
En 2003 fundó con Aurelio Major la revista Granta en español, decana de las ediciones internacionales de la revista inglesa homónima.

## Publicaciones

### Libros
- Miles, Valerie (2012). Mil bosques en una bellota. Barcelona: Duomo Ediciones. ISBN 9788492723928. [9]

Antología en la cual veintiocho escritores de lengua española, entre los que destacan Alfredo Bryce Echenique, Horacio Castellanos Moya, Rafael Chirbes, Carlos Fuentes, Juan Goytisolo, Javier Marías, Ricardo Piglia, Evelio Rosero, Alberto Ruy Sánchez, Rafael Sánchez Ferlosio, Esther Tusquets, Hebe Uhart, Mario Vargas Llosa, Aurora Venturini y Enrique Vila-Matas conversan con la autora sobre sus influencias literarias, sobre su trayectoria y eligen de su propia obra las páginas predilectas que mejor presentan sus preocupaciones estéticas.
- Miles, Valerie (2014). A Thousand Forests in One Acorn: An Anthology of Spanish Language Fiction (en inglés). Rochester: Open Letter. ISBN 978-1-934824-91-7. Consultado el 30 de diciembre de 2014.[10]

### Traducciones al inglés
- Diccionario de símbolos. Juan Eduardo Cirlot.[11]

## Docencia
Es profesora del Máster en Traducción Literaria en la Universidad Pompeu Fabra.